# Atarbolana setosa
Atarbolana setosa är en kräftdjursart som beskrevs av Javed och Yasmeen 1989. Atarbolana setosa ingår i släktet Atarbolana och familjen Cirolanidae. Inga underarter finns listade i Catalogue of Life.